# Салказанова Фатіма Олександрівна
Фатіма (Катерина) Олександрівна Салказанова (ос. Салхъазанты Фатимæ, фр. Fatima Salkazanova; 28 січня 1942, Москва — 4 лютого 2015, Париж) — радіожурналіст.

## Біографія
Фатіма Салказанова народилася у сім'ї вихідців із Північної Осетії. Її батька призвали в армію на початку війни. Він потрапив у полон у німецький концтабір, а після звільнення звідти його на 10 років відправили у радянські табори в районі міст Сиктивкар та Прокоп'євськ. Після звільнення з них він до Москви більше не повернувся і не просив про реабілітацію. Помер 1967 року у місті Череповець. Матір, Тамара Михайлівна Салказанова (1913 — 1985), лікар, теж служила в армії, була демобілізована зі званням майора медичної служби. Кавалер бойових орденів та медалей, інвалід війни, працювала в інспекції Міністерстві охорони здоров'я СРСР.
У 16 років Фатіму було виключено із школи через твір, який вона написала у 8-му класі, у якому йшлося про свободу слова у Радянському Союзі у порівнянні із текстом французької декларації прав людини і громадянина. З мамою, сестрою та бабусею вони переїхали до міста Норильськ. Там вона працювала електрозварницею, бібліотекарем, закінчила школу працюючої молоді.
1961 року сім'я повернулася до Москви. Фатіма поступила на вечірнє відділення філологічного факультету МДУ, але вже 1963 року її відрахували за інакодумство. Вона відновилася на факультеті й познайомилася із своїм майбутнім чоловіком, французьким студентом Марком Андре-Піллуа, вийшла за нього заміж і була відрахована «за аморальну поведінку». Тоді Фатіма вирішила поїхати із СРСР і вже у грудні 1963 року була у Франції.
Там вона закінчила філологічний факультет Сорбонни (1971), ще під час навчання викладала російську мову у паризькому інституті східних мов. З середини 60-х років вона почала співпрацювати із радіостанцією Радіо «Свобода», яка тоді була у Мюнхені. Спершу позаштатно, під псевдонімом «Катерина Казанська». Протягом 1971 —1977 років працювала у штаті радіо «Свобода», в Мюнхені, у відділі новин, де була ведучою перших випусків новин «Свободи» у прямому ефірі. Протяго 1977 — 1990 років вона була кореспондентом «Свободи» у Парижі. Протяго 1990 — 1995 років — знову в Мюнхені, на посаді заступника директора та в. о.  директора Російської редакції.
На Радіо «Свобода» вона працювала поряд із такими людьми як Віктором Некрасовим, Олександром Галичем, Анрі Волохонським, Юліаном Паничем та іншими.
У 1995 році Фатіма Салказанова залишила «Радіо „Свобода“», протестуючи проти змін американської політики щодо Росії та введення жорсткої цензури з боку керівництва «Свободи» й перейшла у російську редакцію Міжнародного французького радіо (Radio France internationale — RFI), де вела, зокрема, авторські програми «За і проти» та «Російський Париж».
Фатіма Салказанова підтримувала активні зв'язки із Північною Осетією. У грудні 2014 вона подарувала свою бібліотеку — біля тисячі томів — Північно-Осетинському державному університету імені К. Хетагурова.
У лютому 2007 її було нагороджено медаллю «На Славу Осетії».
Померла 4 лютого 2015 року в Парижі після важкої хвороби.

## Сім'я
- Батько — Олександр Олексійович Зембатов (? — 1967), інженер;
- Матір — Тамара Михайлівна Салказанова (1913 — 1985), лікар;
- Син — Олександр (Саша) Піллуа (Alexandre Andrea-Pillois) (нар. 1964), поет, музикант, співак;
- Сестра — Заріфа Олександрівна Зембатова (нар. 1939).